# Csáki Endre
Csáki Endre (Budapest, 1935. január 7. –) magyar matematikus, egyetemi tanár.

## Életpályája
Csáki László és Ferber Margit gyermekeként született. 
1953–1958 között az ELTE Természettudományi Kar (ELTE TTK) hallgatója volt.
1958-tól a Magyar Tudományos Akadémia Matematikai Kutatóintézetének matematikai statisztika, majd valószínűségszámítási osztályának tudományos munkatársa. 1970–1973 között Kenyában a Nairobi Egyetem oktatója volt. 1985 óta osztályvezető, tudományos tanácsadó. A Studia Scientiarum Mathematicarum Hungarica című folyóirat szerkesztőbizottsági tagja.
Kutatási területe a matematikai statisztika, a valószínűségszámítás és a sztochasztikus folyamatok.

## Magánélete
1967-ben feleségül vette Rózsa Erzsébetet. Három gyermekük született; Márta (1968), Katalin (1971) és András (1981).